# Indolestes goniocercus
Indolestes goniocercus – gatunek ważki z rodziny pałątkowatych (Lestidae).